# Čechizace
Čechizace (starším pravopisem čechisace) označuje proces počeštění, počešťování v jazykové národnostní a kulturní oblasti.
V jazykové sféře se jedná především o snahu prosazení spisovného jazyka na úkor nářečí. V politické oblasti je to snaha o vytvoření jediného (českého dříve československého) národa. V národnostní oblasti se jedná především o prosazování postupné asimilace národnostních menšin. V kulturní oblasti jde o vytváření jednotné české kultury a prosazování českých zvyků.

## Historie
- Čechizace byla produktem národního obrození.
- Již za první Československé republiky nacházíme tyto příklady - cenové zvýhodnění při počeštění svého příjmení, počešťování některých názvů obcí - snaha o odstranění nářečních tvarů místních lokalit.
- Po druhé světové válce došlo k čechizaci téměř všech německojazyčných nebo nečeských názvů na území českých zemí
- Čechizaci prosazují hromadné sdělovací prostředky již od svého vzniku.
- Čechizaci prosazují české školy.